# Catalogus 175: Van en over Louis Couperus
De Catalogus 175: Van en over Louis Couperus is een befaamde catalogus van het Amsterdamse antiquariaat Schuhmacher gewijd aan de schrijver Louis Couperus (1863-1923) ter gelegenheid van zijn 100e geboortedag.

## Geschiedenis
In 1963 was het honderd jaar geleden dat de Nederlandse schrijver Louis Couperus werd geboren. Dit ging gepaard met allerhande herdenkingen. Het tien jaar eerder opgerichte antiquariaat Schuhmacher bracht daarbij een bijzondere catalogus uit met werken van en over Couperus. De catalogus begint met de opmerking: "Ook wij hebben Couperus willen eren" en er volgen dan 407 catalogusnummers van boeken van en over Couperus. Het antiquariaat bouwde een reputatie op van eminent boekonderzoek waarvoor medeoprichter Wilma Schuhmacher gelauwerd werd met de Laurens Janszoon Costerprijs.
In Couperuskringen geldt deze catalogus nog steeds als een bijzondere. Dat kwam deels doordat het antiquariaat werken had aangeschaft uit de nalatenschap van de weduwe Couperus, Elisabeth Couperus-Baud (1867-1960), die in 1961 geveild waren; veel van die boeken kwamen dus uit het eigen bezit van de schrijver. Dit betrof bijvoorbeeld het in perkament gebonden exemplaar van de roman Herakles waarin eigenhandige verbeteringen waren aangebracht door de schrijver (aangeboden voor 350 gulden). Dit exemplaar werd opnieuw geveild in 1981 en kwam vervolgens in de collectie van Jan Eekhof en daarna in de openbare collectie van de Koninklijke Bibliotheek (Nederland).
Na deze catalogus en de verkoop van de boeken eruit werd decennia later (in 2007) een nieuwe catalogus uitgebracht door het antiquariaat. Deze zogenaamde tweede Schuhmacher-Couperuscollectie werd aangekocht door, en vormde de basis van de Couperuscollectie van Ruud Veen, de kleinzoon van de belangrijkste uitgever van Couperus, Lambertus Jacobus Veen.